# Sebastian Vogl (Eishockeyspieler)
Sebastian Vogl (* 23. Juli 1986 in Landshut) ist ein ehemaliger deutscher Eishockeytorwart, der im Verlauf seiner aktiven Karriere zwischen 2000 und 2024 unter anderem über 275 Spiele für den ERC Ingolstadt, die Grizzly Adams bzw. Grizzlys Wolfsburg und Straubing Tigers in der Deutschen Eishockey Liga (DEL) bestritten hat. Mit Wolfsburg wurde Vogl in den Jahren 2016 und 2017 jeweils Vizemeister.

## Karriere

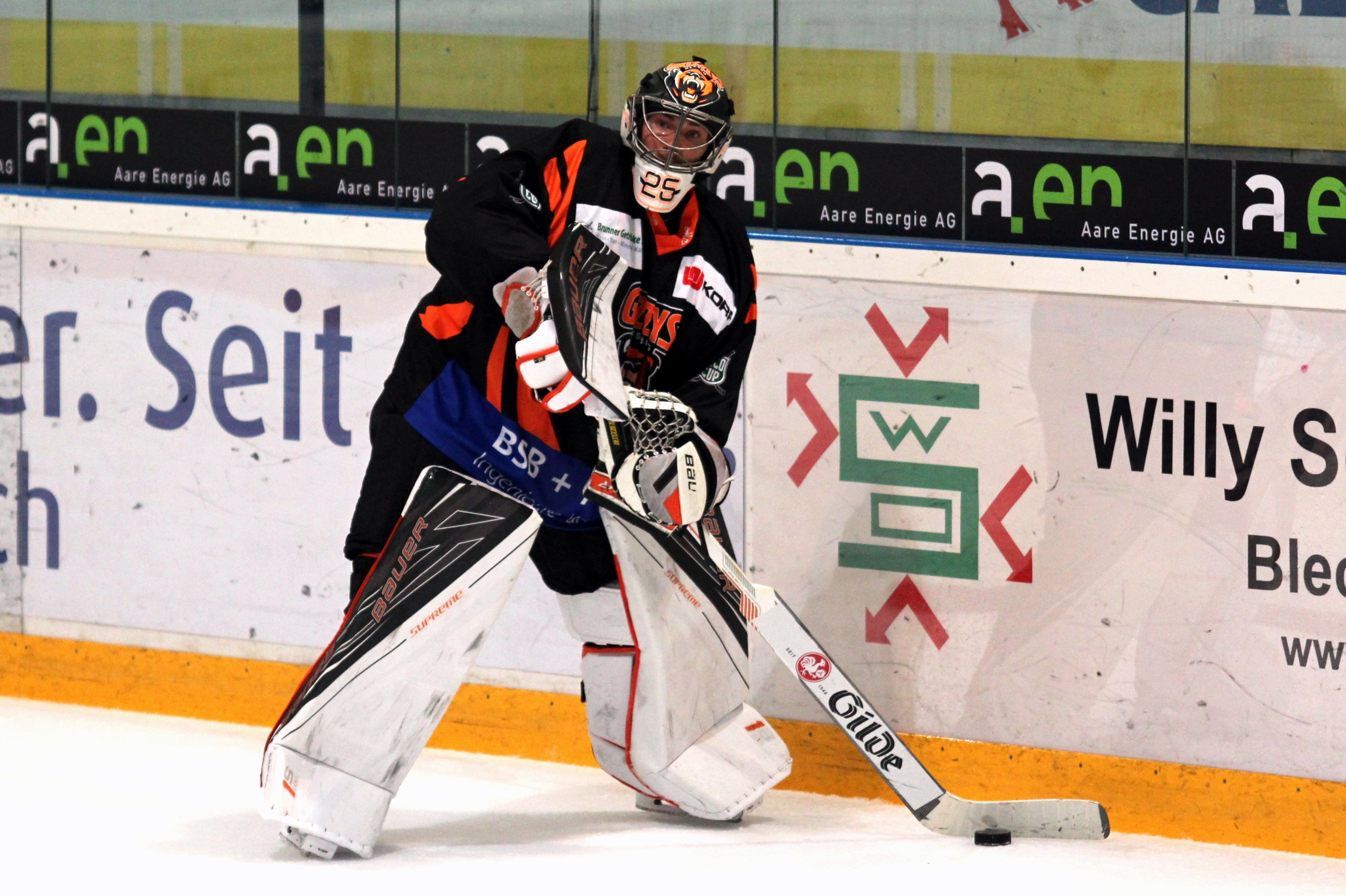
Vogl im Trikot der Grizzlys Wolfsburg (2016)

Vogl begann seine Karriere in seiner Heimatstadt Landshut, wo er bis 2004 die Jugendabteilung des EV Landshut durchlief. Die letzten drei Jahre verbrachte er mit der U18-Mannschaft in der Deutschen Nachwuchsliga (DNL). Zur Saison 2003/04 unterschrieb Vogl einen Vertrag beim ERC Ingolstadt aus der Deutschen Eishockey Liga (DEL), von denen er in der folgenden Zeit bis zum Sommer 2006 mit einer Förderlizenz bei seinem Ausbildungsklub in der 2. Bundesliga eingesetzt wurde. In der Spielzeit 2005/06 debütierte der Bayer für den ERCI in der DEL. Im Jahr darauf wurde der Torwart mit einer Förderlizenz für die Heilbronner Falken aus der drittklassigen Oberliga ausgestattet. Nachdem Vogl die Saison 2007/08 beim EC Bad Tölz in der Oberliga und in Ingolstadt verbracht hatte, kehrte er für die Spielzeit 2008/09 zu den Falken zurück, die mittlerweile in die 2. Bundesliga aufgestiegen waren. Dort kam er auch im folgenden Spieljahr zu Einsätzen.
Im Mai 2010 unterzeichnete Vogl einen Einjahresvertrag bei den Landshut Cannibals, wodurch der Torwart nach fünf Jahren in seine Heimatstadt zurückkehrte. Darüber hinaus wurde er mit einer Förderlizenz für die Nürnberg Ice Tigers ausgestattet, die ihn – wie auch die Adler Mannheim im Jahr zuvor – nicht in der DEL einsetzten. In der Spielzeit 2011/12 wurde Vogl mit Landshut Meister in der 2. Bundesliga. Nach diesem Erfolg wurde Vogl im Mai 2012 von den Grizzly Adams Wolfsburg aus der DEL verpflichtet. In seiner ersten DEL-Saison fungierte Vogl zunächst als Ersatzmann von Daniar Dshunussow, den er aber in der folgenden Spielzeit als Stammkraft ablöste. Die Saison 2013/14 schloss er schließlich als statistisch bester Torwart der DEL-Hauptrunde ab, nachdem er die höchste Fangquote und den geringsten Gegentorschnitt aufweisen konnte. Nach einem weiteren Spieljahr verlor Vogl seinen Stammposten an Felix Brückmann. Es folgten zwei Jahre als Ersatzmann, die beide mit der Vizemeisterschaft endeten, ehe er nach der Saison 2016/17 die Grizzlys verließ und von den Straubing Tigers verpflichtet wurde.
In Straubing teilte sich der Schlussmann den Posten im Tor zunächst mit dem Kanadier Drew MacIntyre. Durch die Verpflichtung von Jeff Zatkoff fungierte Vogl in den folgenden beiden Spielzeiten als Back-up, ehe er das durch die von COVID-19-Pandemie geprägte Spieljahr 2020/21 wieder als Nummer 1 zwischen den Pfosten absolvierte. Die Saison 2021/22 bestritt er zunächst als Ersatzmann der Neuverpflichtungen Tomi Karhunen und im späteren Saisonverlauf Tyler Parks. Nach über 275 DEL-Partien kehrte Vogl im Mai 2022 zu seinem Heimatverein aus Landshut und damit in die DEL2 zurück. Dort verbrachte er zwei Spielzeiten, ehe der 37-Jährige nach der Saison 2023/24 seinen Rücktritt vom aktiven Sport verkündete und als Sportlicher Leiter des Nachwuchses weiter an den EVL gebunden wurde.

### International
Für die Junioren-Nationalmannschaften des Deutschen Eishockey-Bundes kam Vogl zwischen 2002 und 2005 zu Einsätzen in der U17-, U18- und U20-Auswahl. Für ein internationales Turnier wurde der Torwart in diesem Zeitraum jedoch nicht nominiert.

## Erfolge und Auszeichnungen
- 2012 Meister der 2. Bundesliga mit den Landshut Cannibals
- 2014 Höchste Fangquote und geringster Gegentorschnitt der DEL-Hauptrunde
- 2016 Deutscher Vizemeister mit den Grizzlys Wolfsburg
- 2017 Deutscher Vizemeister mit den Grizzlys Wolfsburg

## Karrierestatistik

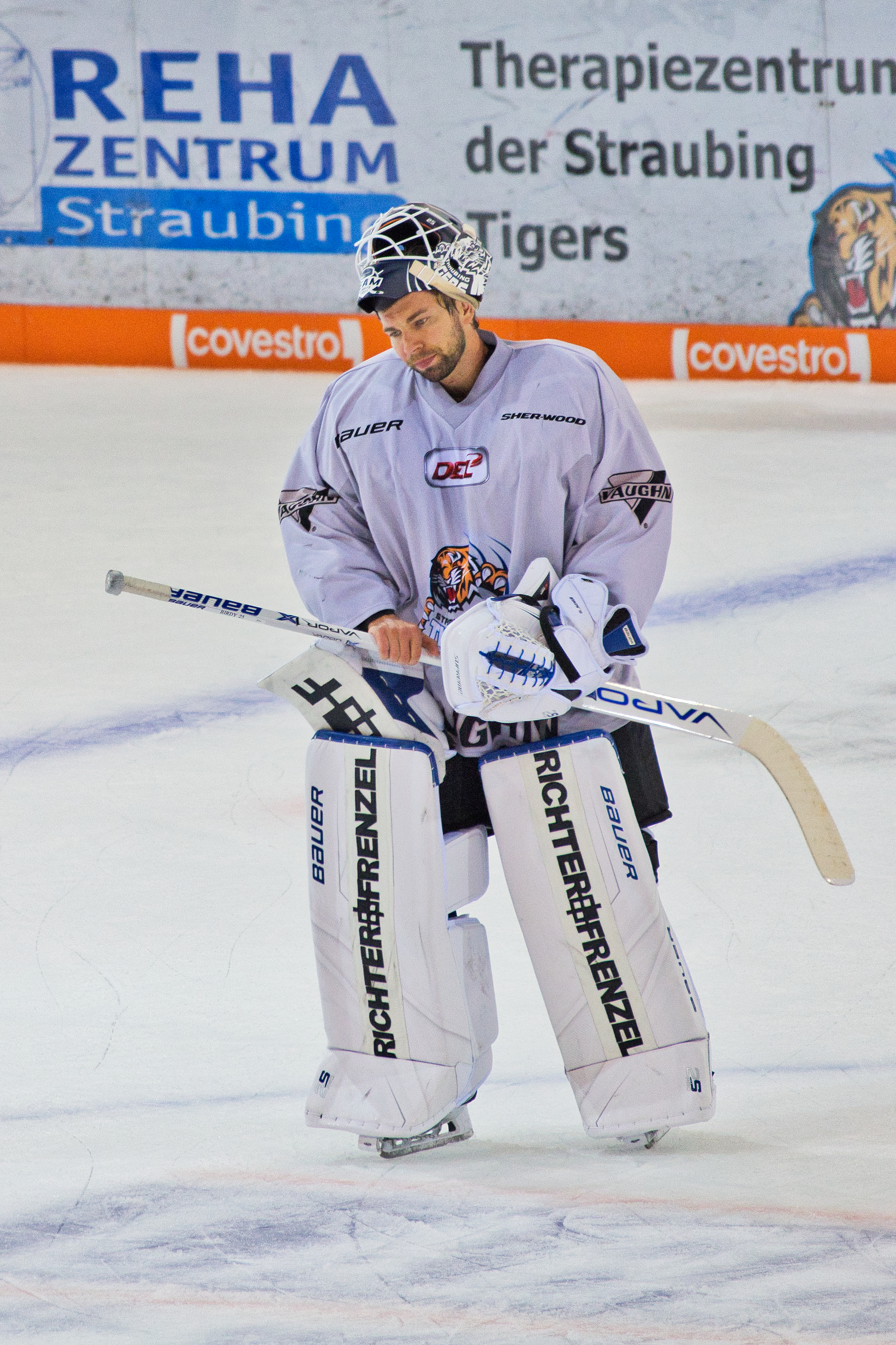
Vogl als Spieler der Straubing Tigers (2018)

(Legende zur Torhüterstatistik: GP oder Sp = Spiele insgesamt; W oder S = Siege; L oder N = Niederlagen; T oder U oder OT = Unentschieden oder Overtime- bzw. Shootout-Niederlage; Min. = Minuten; SOG oder SaT = Schüsse aufs Tor; GA oder GT = Gegentore; SO = Shutouts; GAA oder GTS = Gegentorschnitt; Sv% oder SVS% = Fangquote; EN = Empty Net Goal; 1 Play-downs/Relegation; Kursiv: Statistik nicht vollständig)